# Brighton Seagoing Electric Car
Brighton Seagoing Electric Car è un cortometraggio del 1897 diretto da George Albert Smith.

## Trama

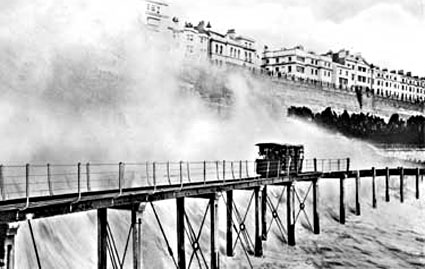
La ferrovia di Volk a Brighton sfida i mari tempestosi a est di Banjo Grove

Treno elettrico che percorreva su dei binari disposti nell'oceano oltre Brighton.